# Jean Ric-Lombard
Pas d'image ? Cliquez ici

a Compétitions nationales et continentales officielles uniquement.

Dernière mise à jour le 12 janvier 2021.
Jean Ric-Lombard, né le 12 février 1992, est un joueur français de rugby à XV évoluant aux postes d'arrière ou de demi d'ouverture avec l'Union Barbezieux Jonzac.

## Carrière
Jean Ric-Lombard est issu du centre de formation de l'ASM Clermont Auvergne où il évolue entre 2009 et 2014. Il fait ses débuts professionnels en Fédérale 1 en 2014 avec le Soyaux Angoulême XV Charente. Avec le SA XV, il vit la montée en Pro D2 en 2016. En fin 2019, après 5 saisons en Charente et 99 matches pour 557 points inscrits, il rejoint le Stade dijonnais en Nationale. En mai 2020, il s'engage avec l'Union Barbezieux Jonzac en Fédérale 2 où il sera à la fois joueur et salarié administratif du club chargé de la communication et du sponsoring mais également afin de s'engager dans la partie éducative du club,.